# دهستان گتاب شمالی
گتاب شمالی، دهستانی است از توابع بخش گتاب شهرستان بابل در استان مازندران ایران.

## جمعیت
براساس سرشماری سال ۱۳۸۵جمعیت آن ۲۳۴۰۵ نفر (۵۹۰۵ خانوار) بوده‌است.